# موسسه آموزش عالی وحدت تربت جام
موسسه آموزش عالی وحدت یکی از موسسات آموزش عالی در ایران است که در استان خراسان رضوی و شهر تربت جام قرار دارد. این موسسه در سال ۱۳۹۰ توسط دکتر سید محمد حسینی تأسیس شد و از آن زمان تاکنون به فعالیت‌های آموزشی و پژوهشی در رشته‌های مختلف علمی می‌پردازد. این دانشگاه، اولین کنفرانس برق و کامپیوتر شهرستان تربت جام را در سطح ملی با حضور دکتر حسن غفوری‌فرد، دکتر ناصر پریز، دکتر مهدی وکیلیان برگزار نمود. یکی از اقدامات اصلی این دانشگاه، تاسیس اولین مرکز راهبردی انرژی تجدید پذیر در تربت جام بوده است، اعلام تاسیس این مرکز راهبردی پس از برگزاری کنفرانس برق و کامپیوتر در طی مصاحبه خبرگزاری پانا با دبیر کمیته علمی کنفرانس (مهندس بهزاد مولوی) بوده است.

### تاریخچه
موسسه آموزش عالی وحدت در سال ۱۳۹۰ با هدف ارائه خدمات آموزشی با کیفیت و فراهم کردن بستری مناسب برای توسعه علمی و فرهنگی منطقه تربت جام تأسیس شد. دکتر سید محمد حسینی، بنیان‌گذار این موسسه، نقش کلیدی در شکل‌گیری و توسعه آن داشته است.

### برنامه‌های آموزشی
این موسسه در حال حاضر در چندین رشته مختلف در مقاطع کارشناسی و کارشناسی ارشد دانشجو می‌پذیرد. برنامه‌های آموزشی  موسسه در حوزه فنی مهندسی و ایجاد شغل در شهرستان تربت جام می باشد.

### امکانات
موسسه آموزش عالی وحدت دارای امکانات آموزشی و پژوهشی مناسبی است که شامل کتابخانه، آزمایشگاه‌های تخصصی، کارگاه‌های عملی و سالن‌های همایش وحدت، می‌باشد. همچنین این موسسه دارای امکانات رفاهی مانند سالن ورزشی و رستوران برای دانشجویان خود است.

## = منابع
1. ↑  «کنفرانس توسعه پژوهش های نوین در مهندسی برق و کامپیوتر». civilica.com. دریافت‌شده در ۲۰۲۴-۰۵-۲۲.
2. ↑  10 (۲۰۱۶-۱۰-۳۱). «همایش توسعه پژوهش های نوین مهندسی برق و كامپیوتر در تربت جام برگزار می شود». ایرنا. دریافت‌شده در ۲۰۲۴-۰۵-۲۲.
3. ↑  AGENCY، خبرگزاری صدا و سیما | IRIB NEWS (۱۳۹۵/۰۹/۰۲ - ۱۲:۵۹). «کنفرانس ملی توسعه پژوهش های نوین در مهندسی برق و رایانه در تربت جام». fa. دریافت‌شده در 2024-05-22. تاریخ وارد شده در |تاریخ= را بررسی کنید (کمک)
4. ↑  «تاسیس مرکز راهبردی انرژی تجدید پذیر در تربت جام». خبرگزاری پانا | Pupils Association News Agency. ۲۰۲۴-۰۷-۲۳. دریافت‌شده در ۲۰۲۴-۰۷-۲۳.
5. ↑  «۳ رشته جدید به رشته‌های موسسه آموزش عالی وحدت تربت جام اضافه شد». خبرگزاری ایلنا. ۲۰۱۹-۰۸-۰۲. دریافت‌شده در ۲۰۲۴-۰۵-۲۲.
6. ↑  «ماموریت دانشگاه – موسسه آموزش عالی وحدت». دریافت‌شده در ۲۰۲۴-۰۵-۲۲.

=